# Dívčí Hrad (zámek)
Zámek Dívčí Hrad (také Děvice nebo Maiburg) je opevněný renesanční zámek postavený na ostrohu nad říčkou Osoblaha ve stejnojmenné obci v okrese Bruntál. Stavba byla zapsána do Ústředního seznamu kulturních památek ČR. Součástí kulturní památky Dívčí Hrad jsou zámek, park, bývalá konírna, sýpka, vestavba mezi konírnou a sýpkou, kašna, kamenný most, hradba se třemi baštami a torzo ohradní zdi.

## Historie
První písemní zmínka o gotickém hradu je poprvé uvedena v roce 1267. Hrad Maiburg postavili leníci olomouckého biskupa Bruna ze Schauenburku, jehož manové v 13. století měli v držení panství Dívčí Hrad. Hrad byl postupně v držení několika majitelů. V roce 1474 byl dobyt vojsky Matyáše Korvína a pobořen. Po vystřídání několika majitelů byl opět v roce 1571 ve vlastnictví olomouckého biskupa. Pustý hrad byl opravován, v roce 1580 už byl osídlen. V letech 1591–1593 byl na místě zbořeného hradu postaven renesanční zámek Janem Sedlnickým z Choltic. Za aktivní podporu stavovského povstání bylo panství Sedlnickým z Choltic v roce 1622 zkonfiskováno a darováno arciknížeti Karlovi, velmistru řádu německých rytířů. Po jeho smrti připadl řádu německých rytířů. Od roku 1768 do 1945 byl zámek v držení řádu johanitů (později nazýváni maltézští rytíři), kteří v něm zřídili komendu. V roce 1837 byl zámek novogoticky upravován. V závěru druhé světové války v roce 1945 byl zámek těžce poškozen dělostřeleckou palbou. Po provizorní opravě v roce 1953 se stal majitelem ONV v Krnově a od roku 1962 národní podnik Zdravotnické zásobování Praha, závod Ostrava. V letech 1962–1969 byl dívčehradský zámek rekonstruován. V roce 2017 zámek získal spolek Highlander Heritage, z. s.

## Proměny
Hrad byl postaven na nízkém ostrohu nad řekou Osoblahou obklopený přirozeným vodním příkopem a valem, na západní straně dalším vodním příkopem. Zbytky vodních příkopů na jižní i západní straně jsou ještě viditelné. V letech 1591–1593 přestavba připomínala zmenšeninu severoitalských kastelů s nárožními věžemi a dvěma pásy hradeb.

## Popis

### Zámek
Renesanční jednopatrová budova se čtyřmi okrouhlými nárožními věžemi na čtvercovém půdorysu je obklopena zbytky pevnostního systému. Hladké fasády členěné profilovanou kamennou kordonovou římsou a hladkou hlavní římsou. Hlavní fasáda je vertikálně členěna šesti okenními osami, v přízemí jsou bez šambrán, v patře mají kamenné ostění a jednoduchou rovnou nadokenní římsu. Nad dvěma středními patrovými okny jsou malá oválná okénka. V ose fasády je hlavní kamenný portál s reliefní výzdobou, rámován kanelovanými polosloupy. Půlkruhové ostění portálu je rámováno archivoltou s reliéfními hlavičkami chlapců s okružím, držící v ústech listovou rozvilinu. Na římse čtyři štítonoši nesou dvě okrajové čtvercové kartuše. Jižní fasáda je obdobně dělená, má pět nepravidelně rozmístěných okenních os. Na jedné straně přístavba u něj portálek. Ostatní fasády hladké členěné okenními osami a římsou. Nárožní věže jsou vysoké až do úrovně hřebenu střechy. Jsou v přízemí a v patře prolomeny třemi okny, nad nimi kruhová střílnová okna. Věže jsou ukončeny cimbuřím. Budova je zakončena strmou valbovou střechou nahoře rovnou.
Hlavním portálem se vstupuje do široké haly s valenou klenbou se čtyřmi páry výsečí a s řadou středních polí. Výseče a pole jsou rámována štukovými hřebínky. Na halu navazuje čtvercová místnost o dvou klenebních osách obdobného řešení. Místnost s halou tvoří osu budovy, na kterou po stranách navazují menší obytné klenuté místnosti. V jihozápadní části budovy je klenuté schodiště, které vede do prvního patra. Dispozice patra je stejná jako v přízemí, místnosti mají plochý strop, některé trámový. Vnitřní vybavení je novodobé částečně novogotické a novorenesanční. Místnosti ve věžích jsou plochostropé.

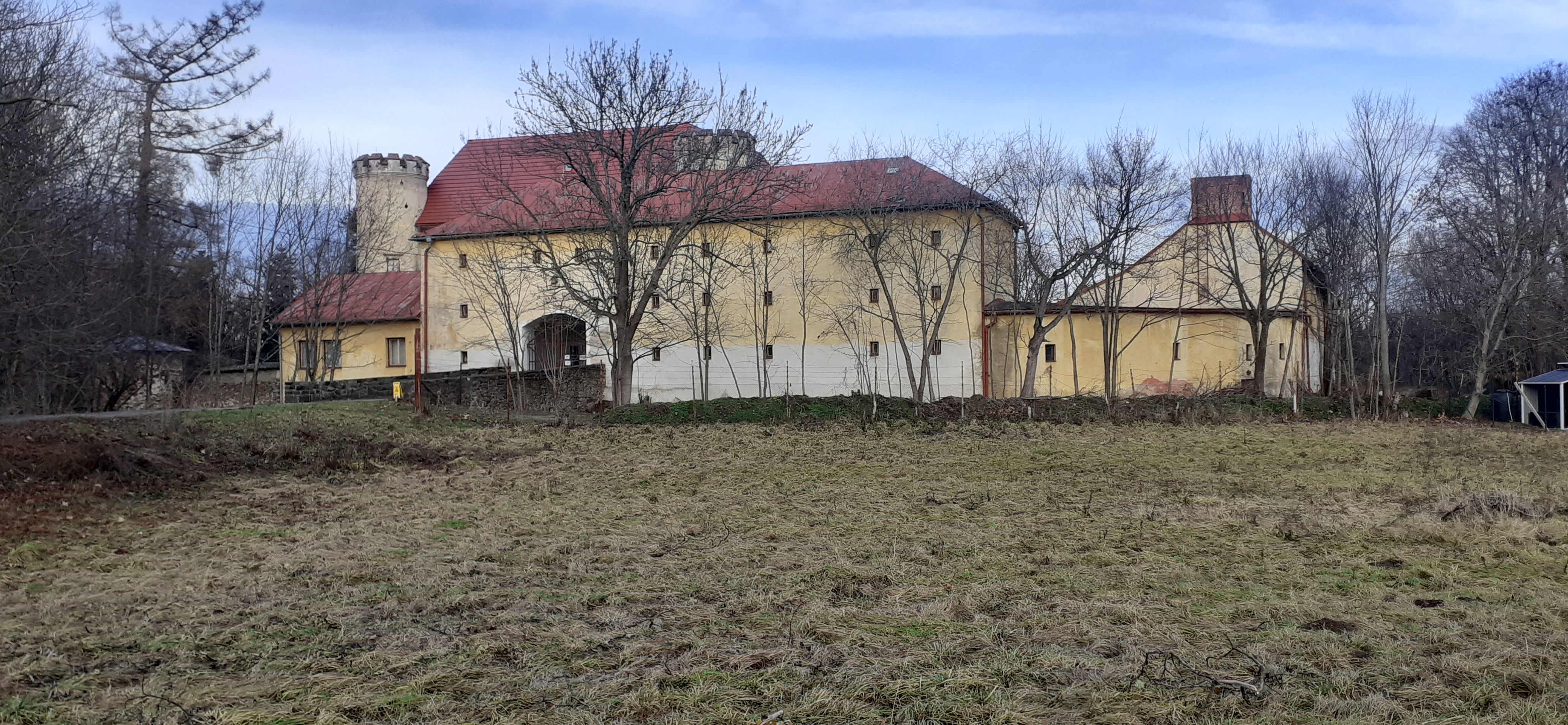
pohled na hrad

Zámek obklopuje zbytek příkopu, k hlavnímu vchodu vede stoupající kamenný most. Na severní straně zbytek hradby z lomového kamene a třemi půlkruhovými baštami obklopuje nádvoří. Jižní a východní jsou spojené hospodářské budovy podepřeny dvěma opěrnými pilíři. V jižním křídle je průjezd s bosovaným portálem. K průjezdu vede přes vnější příkop kamenný most s valenou klenbou, která je uzavřená dveřmi.

### Park

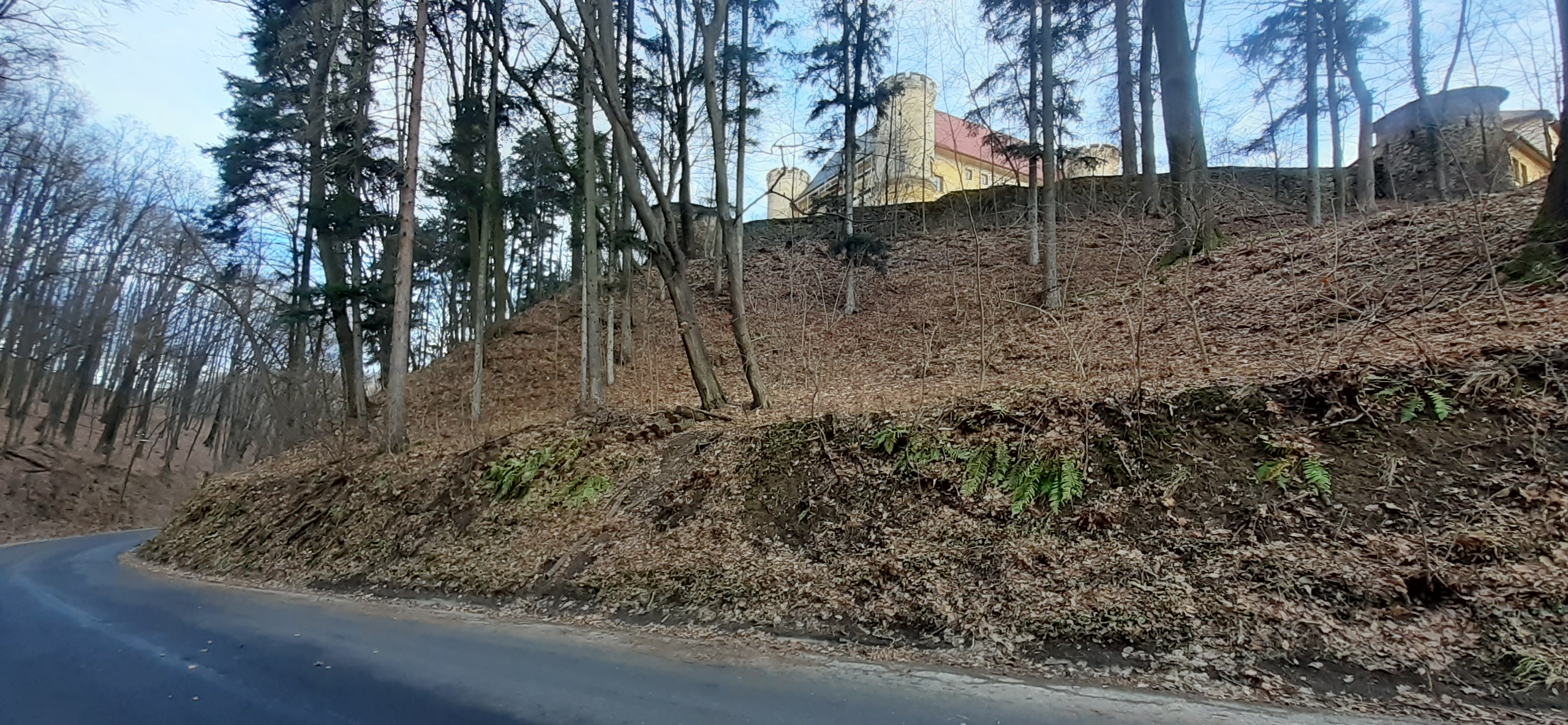
pohled na hrad z cesty

Zámecký park má rozlohu 1,8 ha a je rozložen v intravilánu obce na mírném návrší. Od budovy je oddělen vodním příkopem. V jižní části parku je menší sad. Část parku je ohraničena rozpadající se kamennou zdí. Park je zanedbán. V parku jsou dvě mísovité kruhové nádrže na vodu. Hloubka je asi 40 cm, obvod pískovcové nádrže je 33 m.

### Bývalá konírna
Budova bývalé konírny je na východní straně nádvoří. Je to zděná omítaná patrová stavba na půdorysu obdélníku zakončená sedlovou střechou. V hladké fasádě je v patře deset okenních os, okna novodobá. Levé nároží je podepřeno opěrákem a na levé straně je atika v podobě cimbuří. Do budovy bylo prolomeno pět vstupních otvorů, které mají novodobé dvoukřídlé dveře. Vstup do patra vede venkovním schodištěm. Interiér uzpůsoben pro skladování, stropy jsou ploché. Mezi konírnou a sýpkou je postavená novodobá kotelna.

### Sýpka
Sýpka se nachází na jižní straně nádvoří. Je to třípatrová zděná omítaná stavba na půdorysu obdélníku zakončena valbovou střechou. V přízemí je veden průjezd s půlkruhovým segmentovým záklenkem a valenou klenbu se dvěma páry výsečí. Dále je prolomen vchod s novodobými dveřmi nadstřešen plechovou stříškou. V nádvorní fasádě jsou souměrně nad sebou umístěná okna v přízemí pět, v prvním patře šest a v druhém patře sedm. Ve venkovní fasádě je v přízemí čtyři oken, v prvním patře pět a ve druhém patře šest oken. Stropy jsou trámové.

### Bašty
Na severní, západní a částečně jižní straně je zbytek hradeb z lomového kamene, které obklopují zámek. V hradbách západní strany jsou tři půlkruhové bašty za smíšeného zdiva.

## Galerie

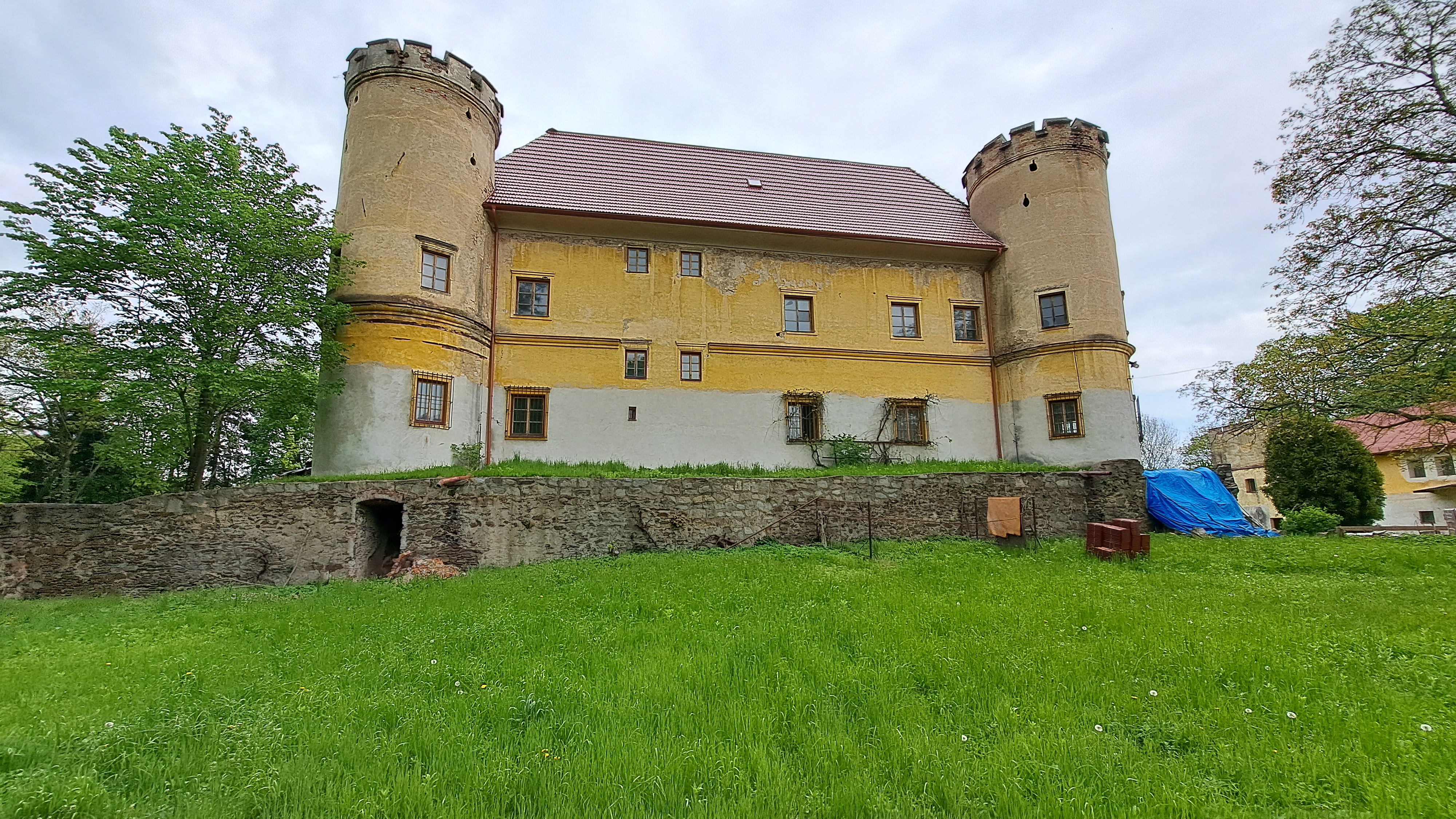
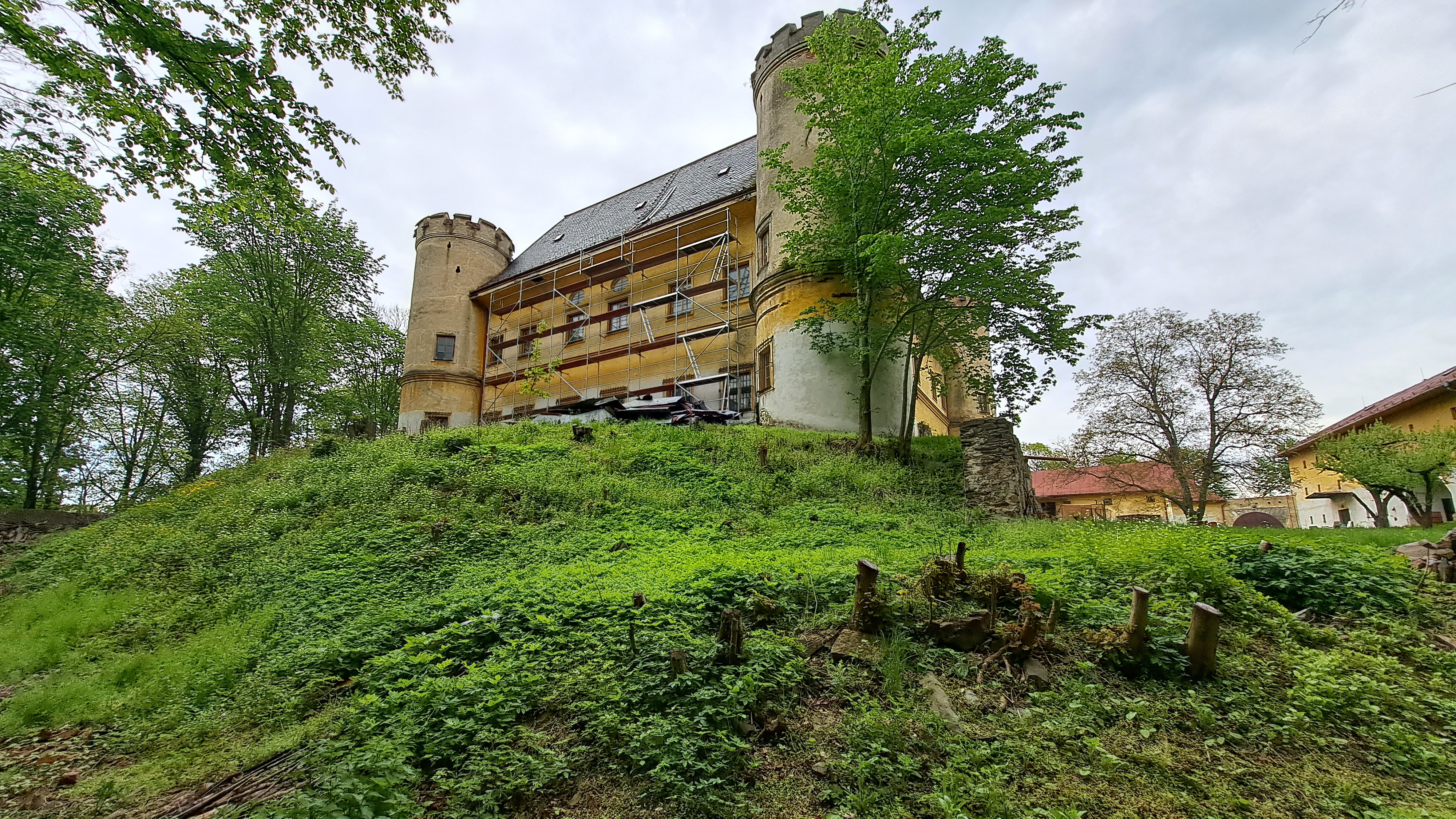
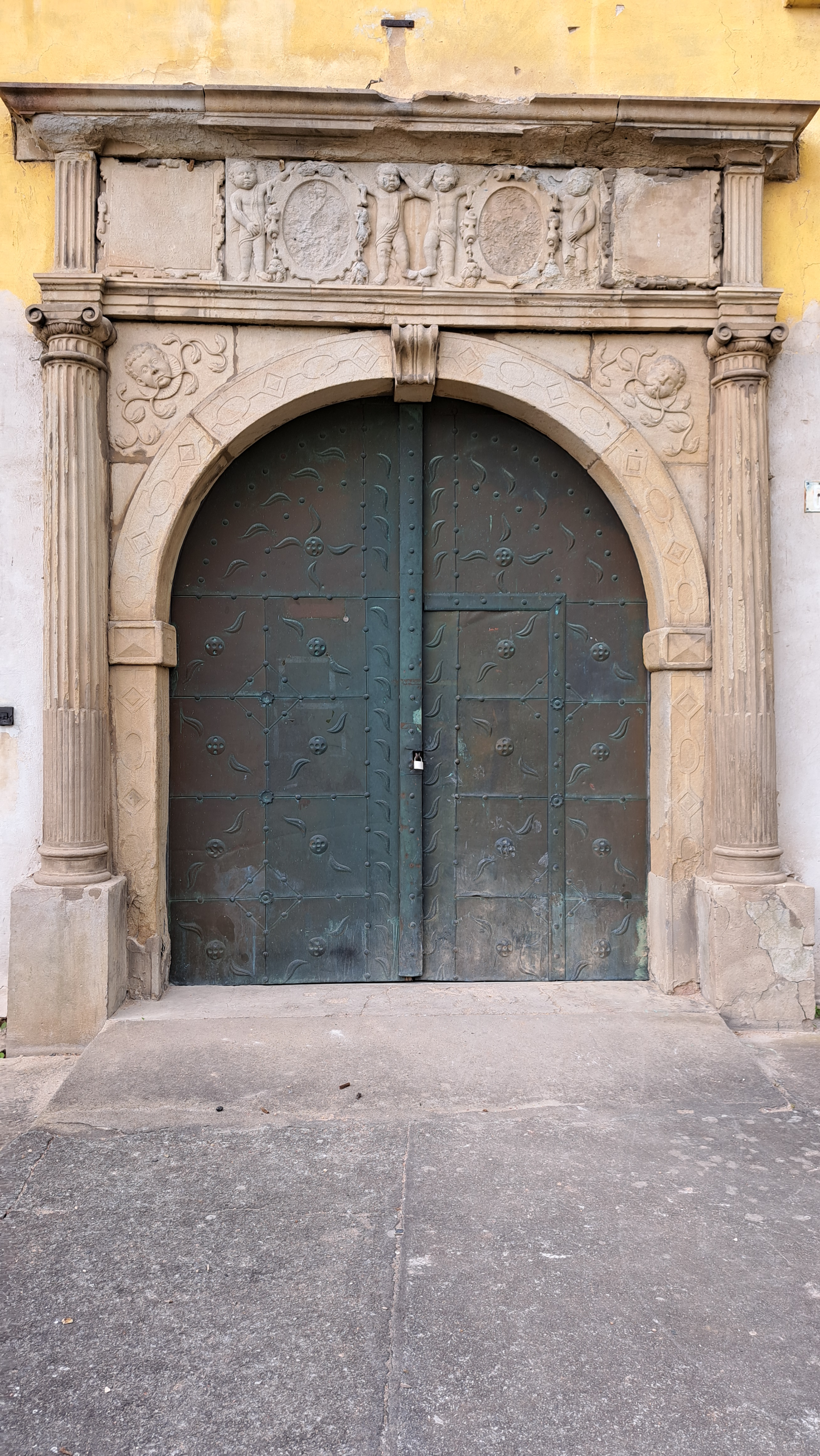
renesanční portál
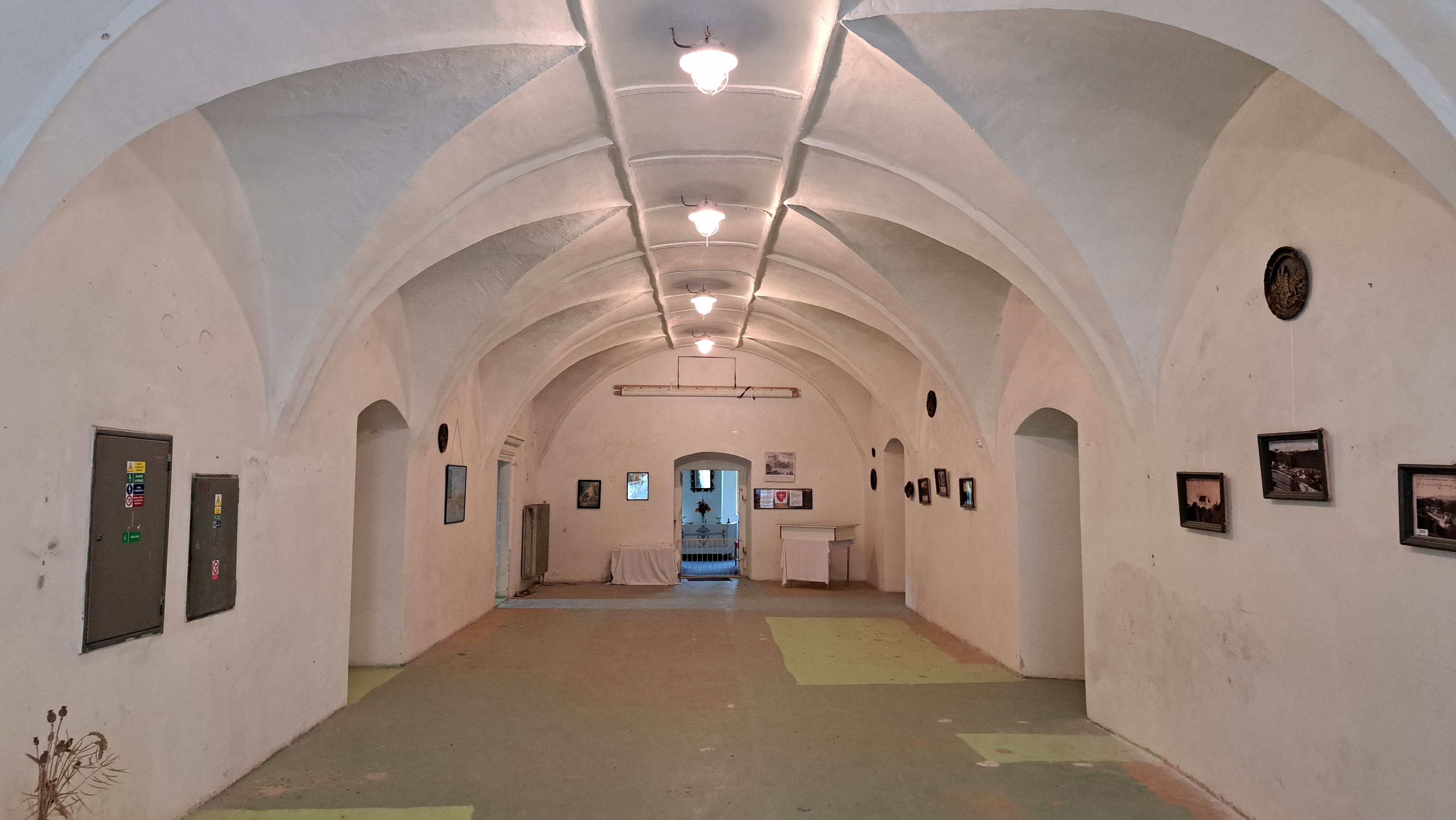
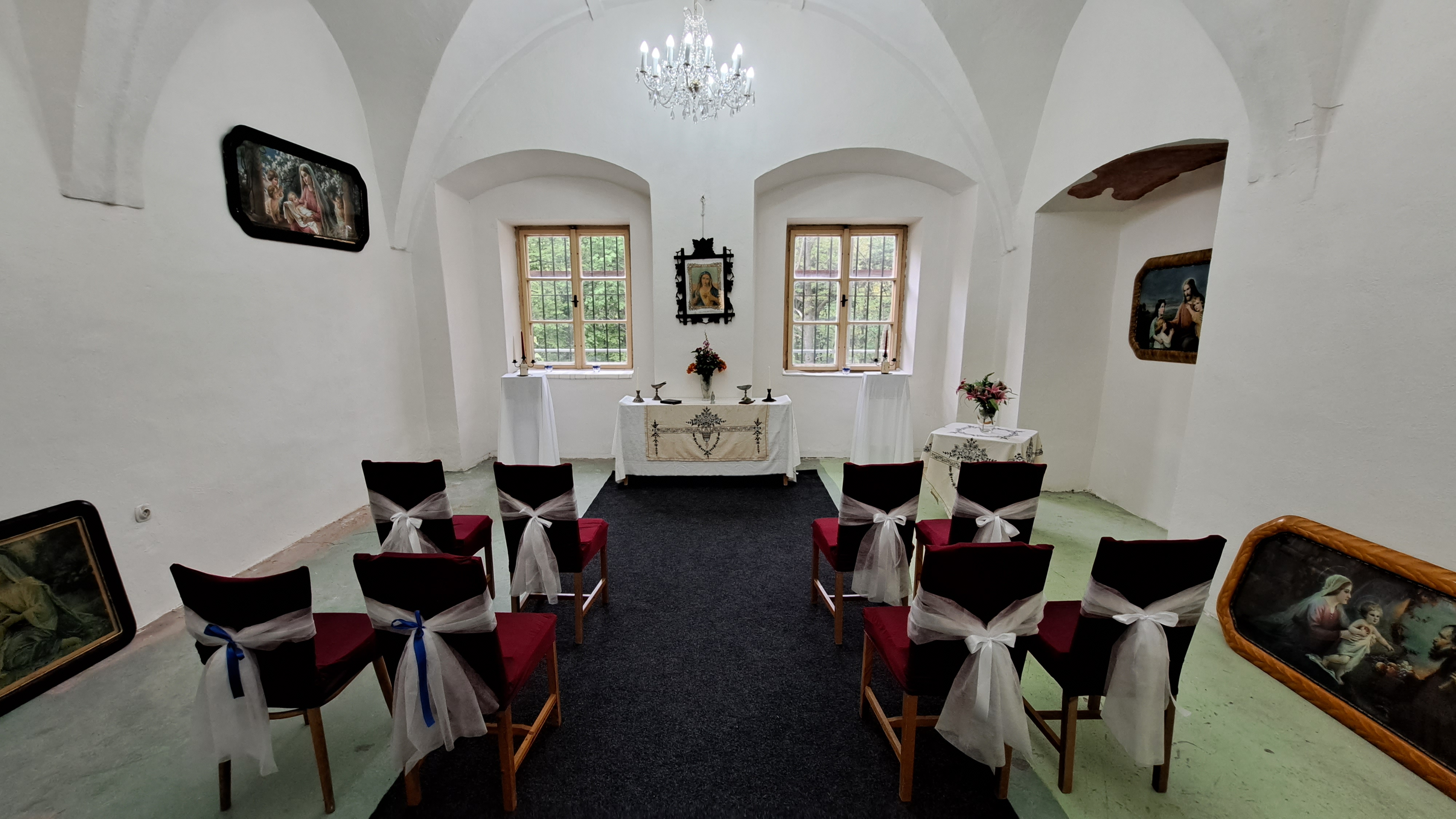
kaple
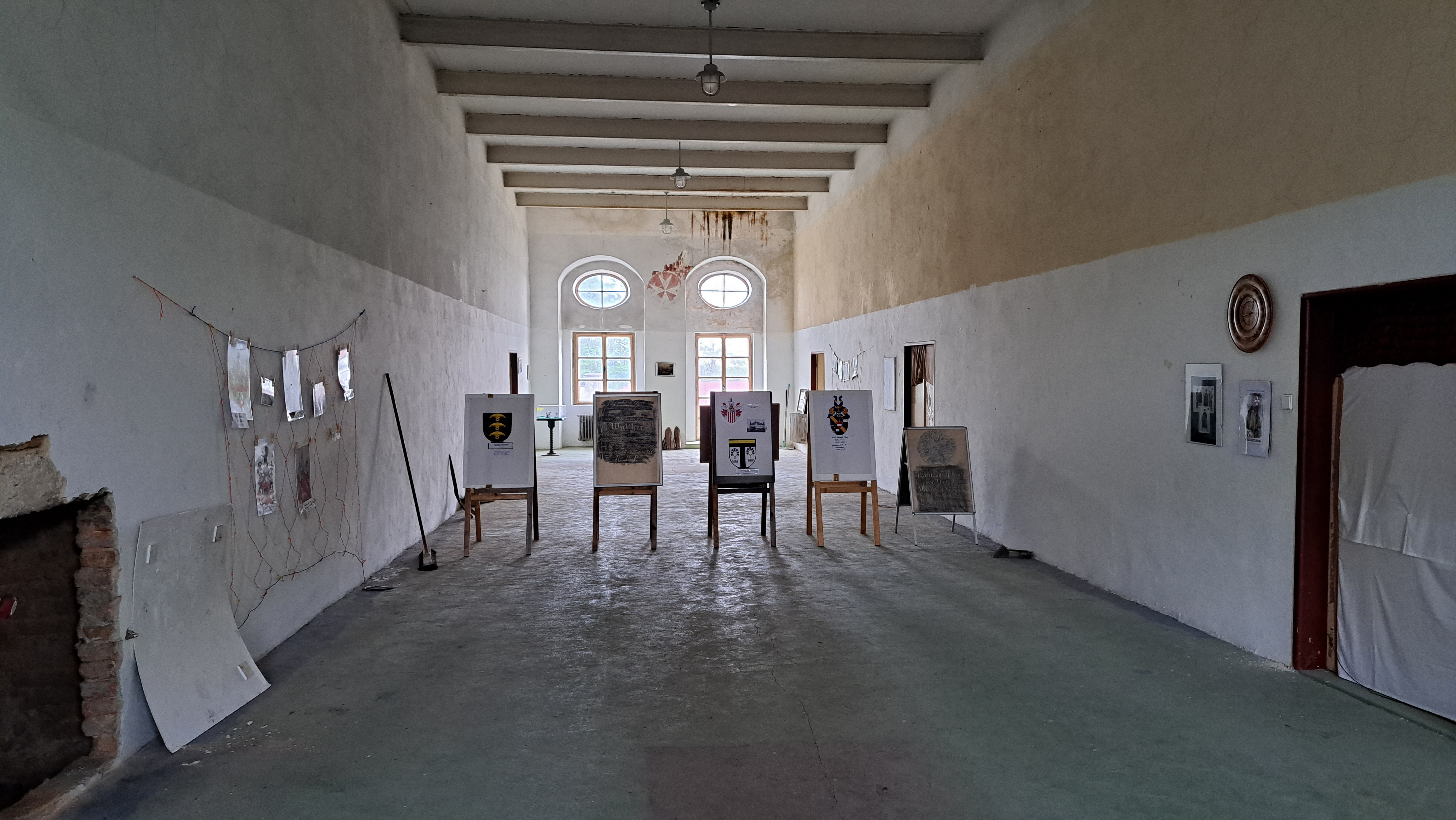
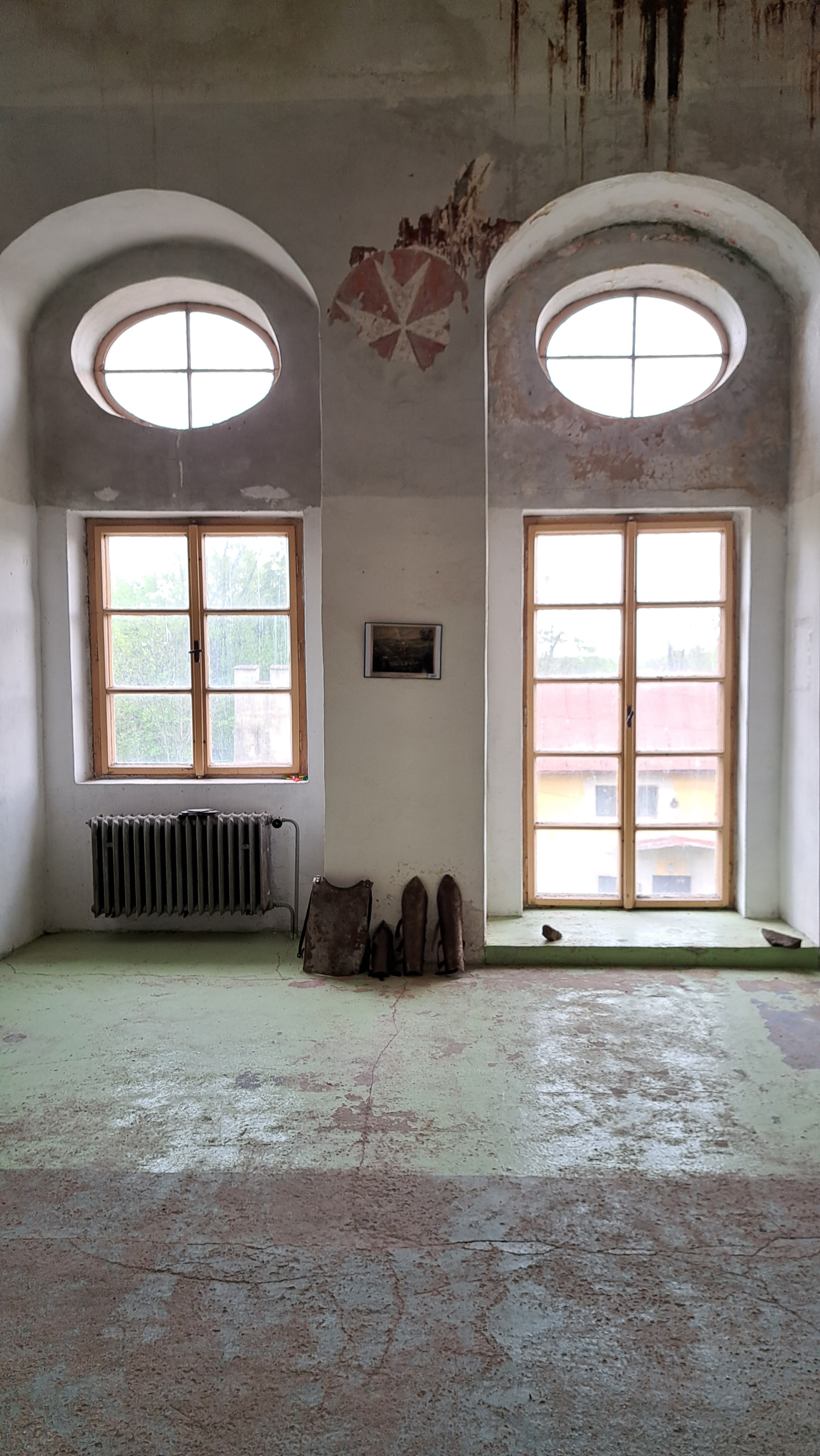